# Maljowiza
Maljowiza (bulgarisch Мальовица) ist ein Berg im nordwestlichen Teil des Rilagebirges, Oblast Kjustendil in Bulgarien. Als Maljowiza-Gebiet wird der nordwestliche Teil des Rilagebirges bezeichnet, in dem der Maljowiza-Gipfel liegt. Unterhalb dieses Gipfels erstreckt sich das Maljowiza-Tal mit dem Maljowiza-Fluss und der gleichnamigen Berghütte. Auf 1750 m im Tal befindet sich der Maljowiza-Komplex, der aus einer Bergretterschule, einem Hotel und einem kleinen Skigebiet ausgerüstet mit drei Schleppliften besteht.

## Maljowiza-Gipfel

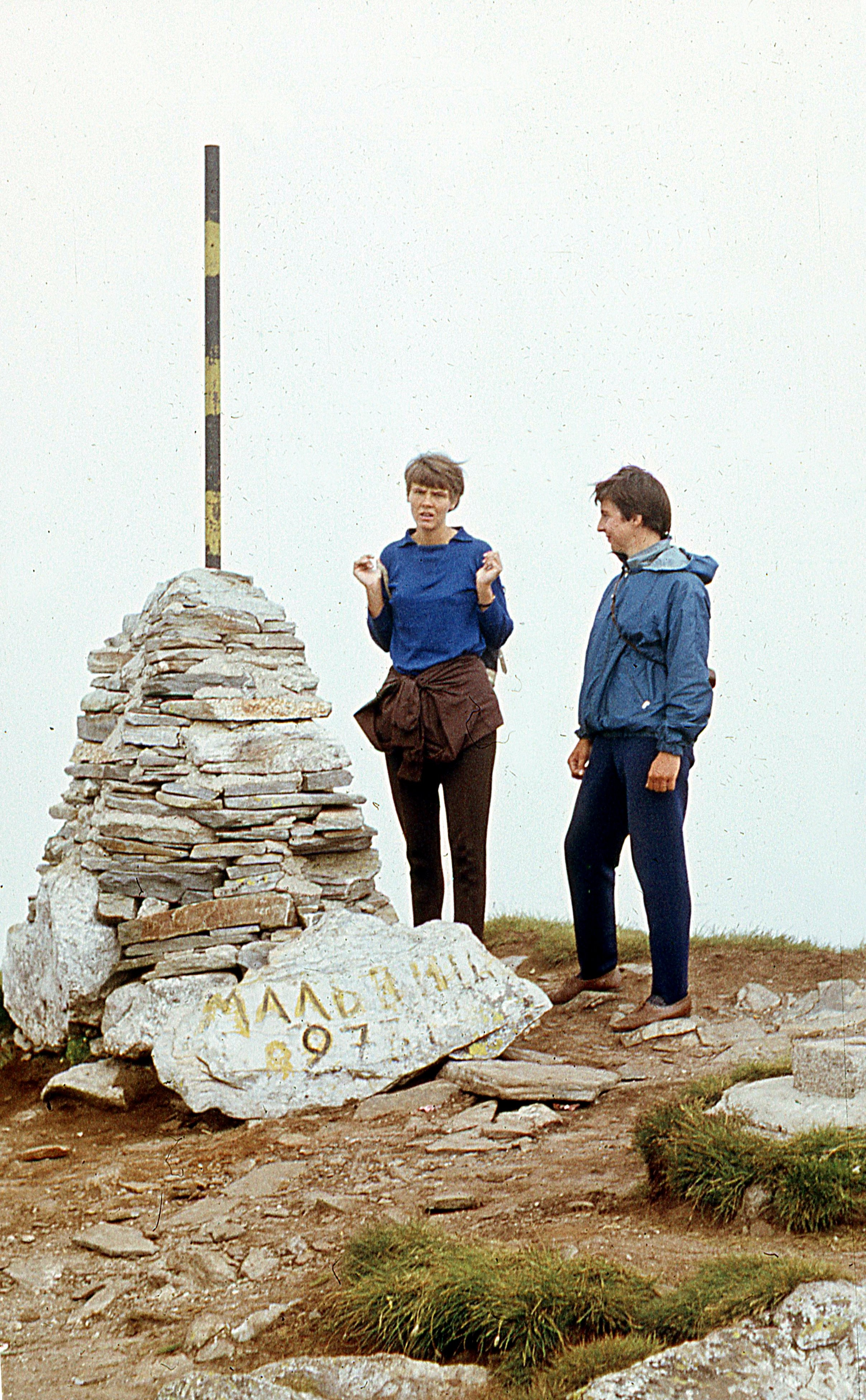
Auf dem Gipfel

Der Maljowiza-Gipfel ist 2729 m hoch, direkt neben der Gipfelmarkierung ist auf einer Steinplatte jedoch die Höhenangabe 2731 m zu lesen. Auf seiner steinigen, kärglich bewachsenen Kuppe befindet sich ein in einen Steinwall gestelltes Gipfelkreuz mit schwarz-gelber Stange. An den schwer zugänglichen Nord- und Osthängen des Gipfels (bulg. върх Мальовица; abgekürzt: в. Мальовица; Transkription: Wrach Malowiza) liegt eine der am meisten genutzten Kletterrouten Bulgariens.
Nördlich des Gipfels läuft der Abhang in einer kleinen Ebene aus, dem Maljowiza-Feld (bulg. Мальово поле; Maljowno pole) mit den drei Maljowiza-Seen (bulg. Мальовишки езера; Maljowischki esera). Südöstlich vom Berggipfel befindet sich ein tiefer Talkessel, in dem die beiden Elenski-Seen (bulg. Еленски езера) liegen, auch der Straschnoto esero (bulg. Страшното езеро; wörtlich: gefährlicher See) ist nicht weit entfernt.
Der Maljowiza-Berg und der Maljowiza-Komplex, ein kleiner Erholungsort, ist einer der touristisch am stärksten frequentierten Gebiete des Rilagebirges. Am Fuße des Südhangs des Maljowiza-Gipfels liegt das Rilakloster.

## Fauna und Flora
Beobachtungen von Biologen und Botanikern haben gezeigt, dass hier eine große Artenvielfalt vorkommt. Im Großraum des Nationalparks Rila sind 172 verschiedene Tierspezies gezählt worden, darunter 5 Fischarten, 20 Arten Reptilien und Amphibien, 99 Vogelarten und 48 Säugetierarten. Vorherrschende Bäume sind Rottannen und Bergkiefern, die etwa in Höhe der Hütte nur noch als kleine kriechende Arten auftreten. Neben Gräsern wachsen am Rand der Bergpfade zahlreiche Alpenblumen wie Königskerzen, Berg-Löwenmaul, Blaues Sperrkraut oder Alpendost und seltene Heilkräuter wie Arnika.

## Skigebiet Maljowiza

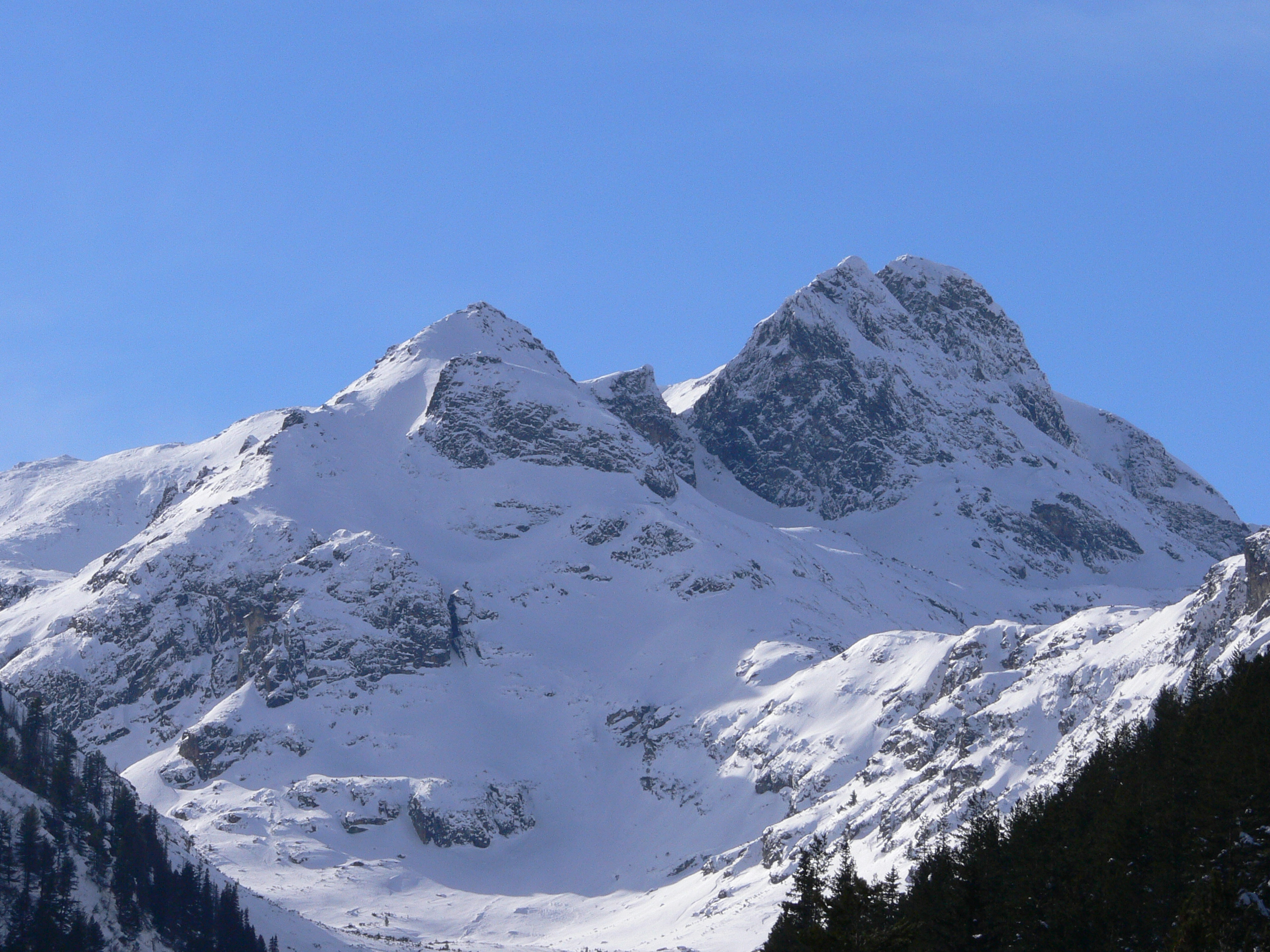
Maljowiza-Gipfel im Winter (rechter Gipfel)

Weit unterhalb des Gipfels, in ca. sieben Kilometer Entfernung (drei Wegstunden), liegt der aus dem Hotel Maljowiza (180 Betten), dem Hotel Alen Mak und der zentralen Alpinistenschule des Bulgarischen Tourismusverbandes bestehende, kleine Erholungsort Maljowiza (Maljowiza-Komplex; 1700 m). Das anschließende Skigebiet Maljowiza hat nur zwei kleinere Pisten und drei Schlepplifte. Eine asphaltierte Straße führt von der Stadt Samokow (27 km entfernt) über das Dorf Gowedarzi (13 km) bis zum Maljowiza-Komplex. Der weitere Weg zur Berghütte und zum Gipfel ist nur über Fußpfade möglich. Nach Gowedarzi verkehrt ein Linienbus; nach Samokow besteht einmal täglich eine Busverbindung. Nach Sofia sind es 86 km. Eine Sehenswürdigkeit in der Nähe des Maljowiza-Gebietes ist das Rilakloster.
Die Alpinistenschule hieß ursprünglich Zentrale Gebirgsschule Maljowiza (bulg. Централна планинска школа Мальовица), seit c. 2005 heißt sie offiziell Ausbildungszentrum Maljowiza ‚Christo Prodanow‘  (bulg. Учебен център Мальовица «Христо Проданов»), benannt nach dem ersten Bulgaren, der den Mount Everest bestiegen hat. Die Schule bildet Kader für den Bulgarischen Tourismusverband aus, für die Bergrettungswacht (bulg. Планинска Спасителна Служба, ПСС), für die Feuerwehr, für die Grenztruppen und andere Spezialabteilungen.
Maljowiza ist ein populäres Erholungsgebiet in den bulgarischen Bergen. Der höchste Berg des Rilagebirges ist zwar der Musala (2925 m) und unweit (40 km) von ihm liegt der Gebirgskurort und das Skigebiet Borowez mit seinen seit 1982 ausgebauten zahlreichen Pisten. Jedoch genießt das Maljowiza-Tal eine viel größere Bekanntheit und Beliebtheit unter den Touristen. Sein Bild ist allseits bekannt, es ist oft zu sehen und steht als Symbol für die Schönheit der bulgarischen Berge, es gilt allerdings auch als kitschig verklärt. Am ehesten ist der Maljowiza mit den typischen Bildern vom Königssee vergleichbar.
Die Beherbergungskapazitäten am Maljowiza sind relativ gering, verglichen mit seiner Popularität. Maljowiza ist zum Symbol des bulgarischen Alpinismus geworden. Ein kleines Lager mit anmietbaren Holzhütten oder der Möglichkeit des eigenen Campens wird deshalb gern genutzt.

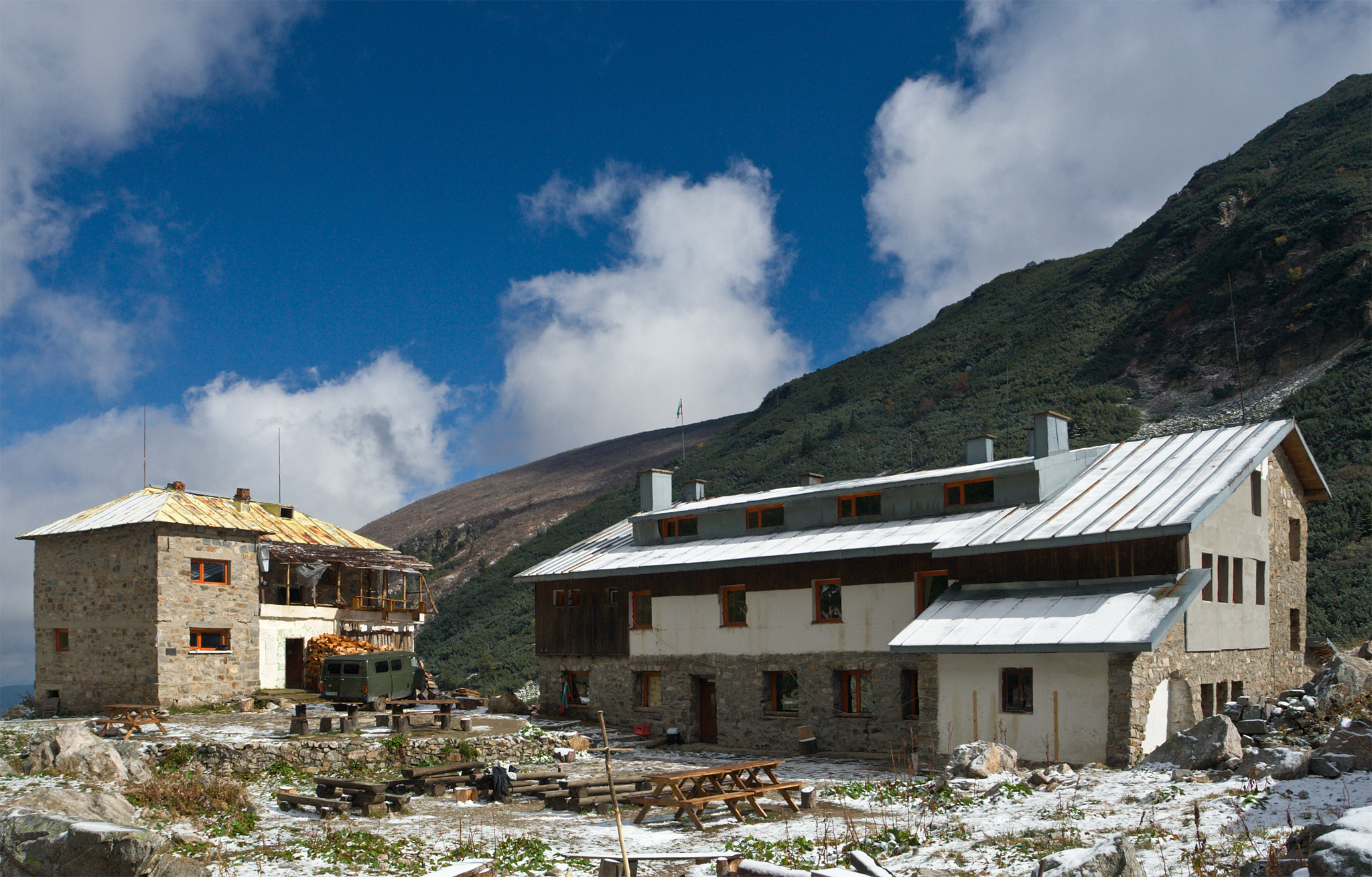
Berghütte Maljowiza

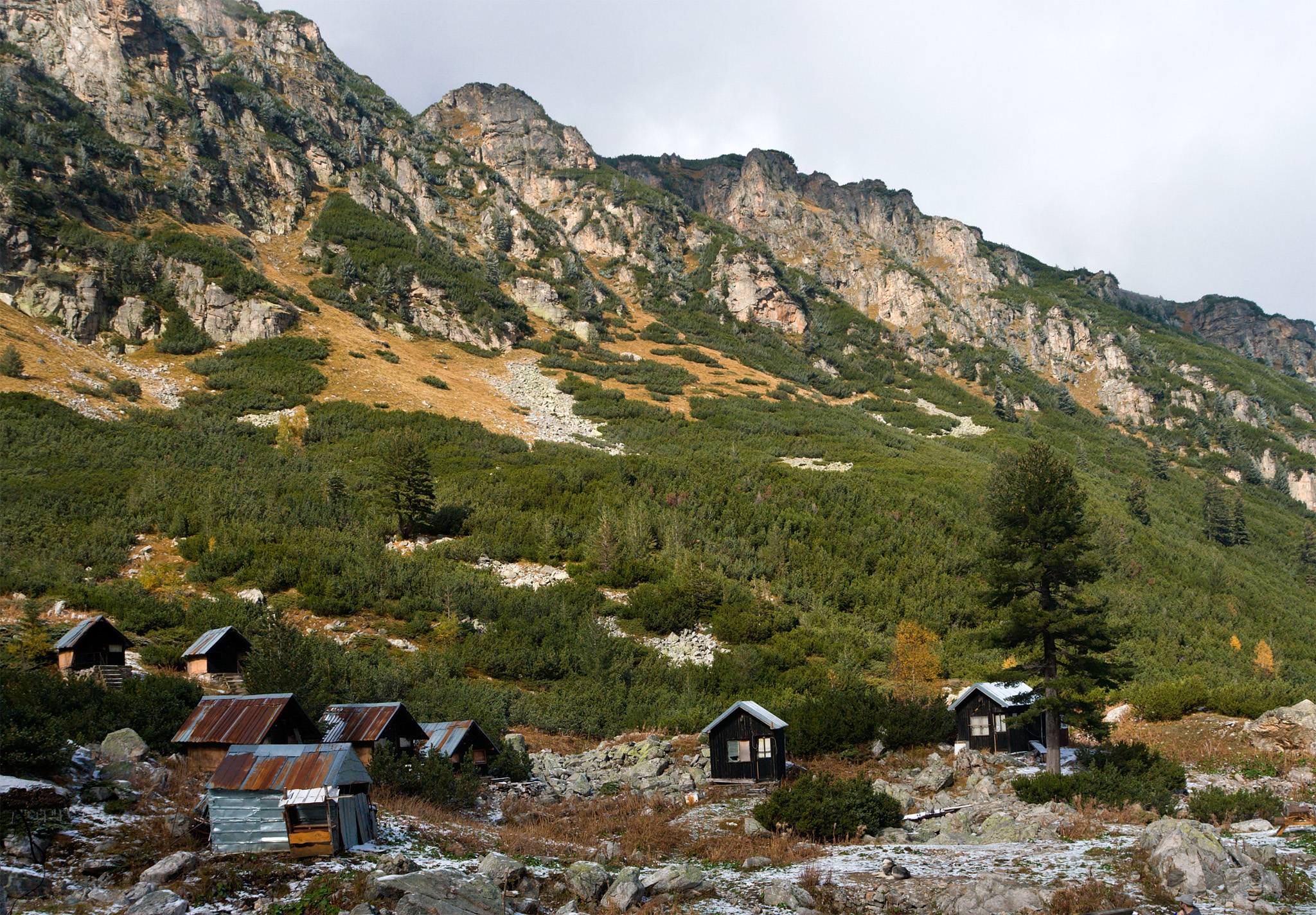
'Bungalows' (die offizielle bulgarische Bezeichnung) neben der Berghütte Maljowiza

## Wanderrouten
Am Fuß des Maljowiza liegt die Berghütte Maljowiza (1960 m), bestehend aus einem älteren und einem etwas neueren Gebäude, das in den 1950er-Jahren vom Zentralrat der Gewerkschaften (bulgarisch: Централен съвет на професионалните съюзи) errichtet wurde. Das Trogtal, in dem die Berghütte und der Erholungsort Malowiza liegen, wurde durch die Eiszeit geformt. Der Berg ist nur durch dieses Tal in seiner vollen Größe und charakteristischen Form zu sehen, weshalb fast alle Fotos den Maljowiza aus dieser Perspektive zeigen. Die Berghütte Maljowiza ist Ausgangspunkt für Wanderungen zum Gipfel über einen markierten Pfad. Dieser Pfad ist Teil des Europäischen Fernwanderweges E4. Unterhalb des Gipfels liegt der Maljowiza-Bergkamm (bulg. Мальовишко било), von dem aus Wege Richtung Rasdela (bulg. Раздела), zur Berghütte Iwan Wasow und in das Gebiet der Sieben Rila-Seen abgehen. Das Gebiet um den Maljowiza-Gipfel und die Hänge des Trogtals, durch das der Malowiza-Fluss fließt, sind lawinengefährdet, weshalb im Winter besondere Vorsicht geboten ist. Vom Hotel Maljowiza zur Berghütte Maljowiza werden auf einem markierten Pfad 45 Minuten benötigt, die Hütte kann als Ausgangspunkt folgender unterschiedlich schwieriger und verschieden langer Wandertouren dienen:
- zur Berghütte Wada – 1,5 Wegstunden
- zur Schutzhütte Bulgarian Alpine Club – 2 Wegstunden
- zum Gipfel Slija sab (bulg. вр. Злия зъб, 2678 m) – 2 Wegstunden
- zum Gipfel Elenin (bulg. Елени връх, 2654 m) – 2 Wegstunden
- zum Gipfel Lowniza (bulg. вр. Ловница, 2695 m) – 2 Wegstunden
- zum Gipfel Uschite (bulg. вр. Ушите) – 2 Wegstunden
- zum Gipfel Maljowiza – 2,5 Wegstunden (markierter Pfad)
- zur Schutzhütte Straschno esero – 2,5 Wegstunden
- zum Gipfel Orlowez (bulg. вр. Орловец, 2686 m) – 2,5 Wegstunden
- zur Berghütte Lowna – 2,5 bis 3 Wegstunden
- zur Berghütte Metschit – 4 Wegstunden bzw. 8 Stunden über Straschnoto esero
- zur Berghütte Iwan Wasow – 6 Wegstunden
- zur Berghütte „Die Sieben Seen“ (bulg. Sedemte Esera) – 8 Wegstunden auf dem Bergkamm bzw. 5 Wegstunden unterhalb des Kamms
- zum Rilakloster – 6 Wegstunden bzw. 8 Wegstunden über Straschnoto esero
- zur Berghütte Ribni esera (Fischseen) – 10 Wegstunden.

## Kletterrouten und Geschichte
Die Maljowiza-Region war die Wiege für das Klettern und Bergwandern in Bulgarien. Die ersten organisierten Expeditionen wurden 1921–1922 von Touristen aus Samokow unternommen. An den Wänden rund um die Berghütte Maljowiza sind über 300 Kletterrouten trassiert. Die Nordwestwand des Gipfels Maljowiza (Das Dreieck) ist gut von der Hütte sichtbar und eng mit Geschichte des Bergsteigens in Bulgarien verbunden, sie wurde erstmals 1938 von einer Seilschaft bestehend aus Konstantin Sawadschiew und Georgi Stoimenow bestiegen, davor waren viele, auch internationale Seilschaften an der Wand nicht erfolgreich. Die klassische Route konnte nach einem Biwak in der Wand eröffnet werden und markierte für die damalige Zeit mit einem Schwierigkeitsgrad von V+ nach der UIAA-Skala einen neuen Meilenstein in der Felskletterei für die bulgarischen Bergsteiger, es wurde zum ersten Mal ein Doppelseil, sowie über 120 Felshaken verwendet. Die erste Winterbesteigung erfolgte 1957 durch Georgi Atanasow und Sandju Beschew. Die schwierigsten Routen wurden erst nach 1970 bewältigt. In den letzten 15 Jahren ist Maljowiza eine sehr populäre Region für Kletterer und Alpinisten geworden, einige Routen wurden auch für Sportklettern mit Bohrhaken ausgerüstet.

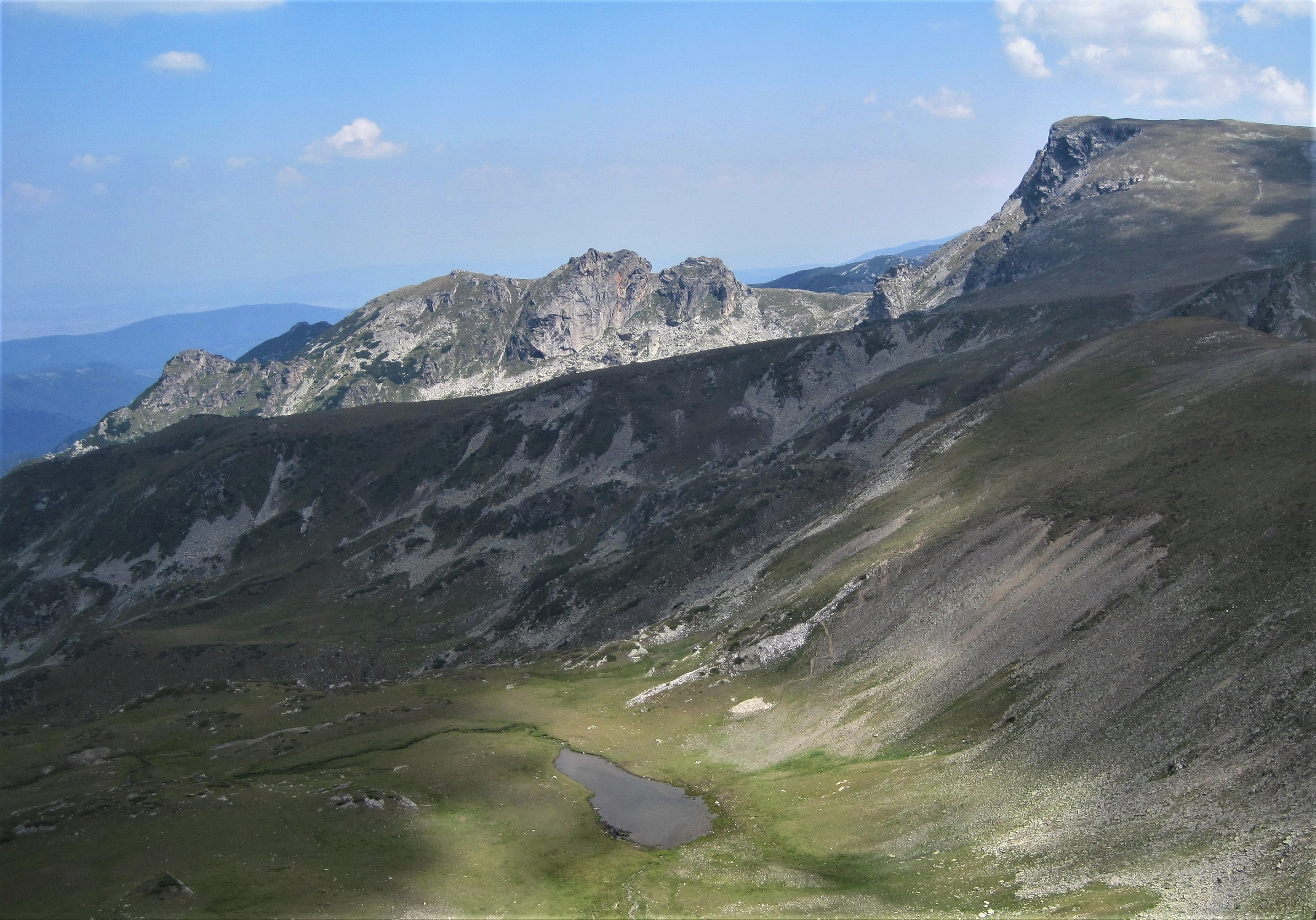
Blick auf die Gipfel Uschite (Bildmitte) und Maljowiza aus westlicher Richtung

Neben dem Maljowiza-Gipfel gibt es in diesem Teil des Rilagebirges weitere hohe Gipfel. Außer den Kletterrouten am Maljowiza liegen in der Nähe weitere für Alpinisten interessante Felswände (Auswahl):
- Slija Sab (bulg. Злия зъб; wörtlich: Böser Zahn): hier ist eine der bekanntesten Kletterrouten Bulgariens – „Weschdite“ (bulg. Веждите), mit einer 200 m hohen Wand.[9]
- Dwuglaw (bulg. Двуглав; wörtlich: Zweiköpfiger), mit einer 450 m hohen Wand[10]
- Djawolski Igli (bulg. Дяволски игли; wörtlich: Teufelsnadeln), ein sehr schwieriges Klettergebiet, teilweise mit langen Überhängen, mit Kletterrouten mit einem Schwierigkeitsgrad  bis zu X- nach der UIAA-Skala.[11]
- Uschite (bulg. Ушите; wörtlich: die Ohren) mit interessanten Sportkletterrouten.[12]
- die Kletterwand Kuklata (bulg. Куклата; wörtlich: die Puppe), deren Hauptroute mit Bohrhaken versehen ist. Sie liegt gegenüber der Berghütte Maljowiza, 10 Minuten Fußweg entfernt[13].

Der Dwuglaw (2605 m) liegt südlich des Gipfels Slija sab, am Ende des Bergkamms, der sich zwischen der Teufelsrinne und der Blauen Rinne gebildet hat. Neben dem Dwuglaw liegt der Gipfel Iglata und der Bergkamm der Teufelsnadeln. Die Südwand des Dwuglaw ist ca. 450 m hoch, die Südostwand 250 m, die Ostwand („Schwarze Wand“) 250 m. Ausgangspunkt für die Klettertouren ist die Schutzhütte Orlowez oder die Kirilowa-Wiese (früher Partisanenwiese) oberhalb vom Rila - Kloster – beide 2,5 Wegstunden über schweres Alpinterrain (Wanderung der Schwierigkeit T5 oder T6 nach dem SAC-Wanderskala) entfernt.

## Namensverwendung
Der Berg ist Namensgeber für den Malyovitsa Crag, einen Berg auf der Livingston-Insel in der Antarktis. In mehreren großen bulgarischen Städten wie Sofia, Plowdiw oder Weliko Tarnowo gibt es Maljowiza-Straßen.

## Galerie

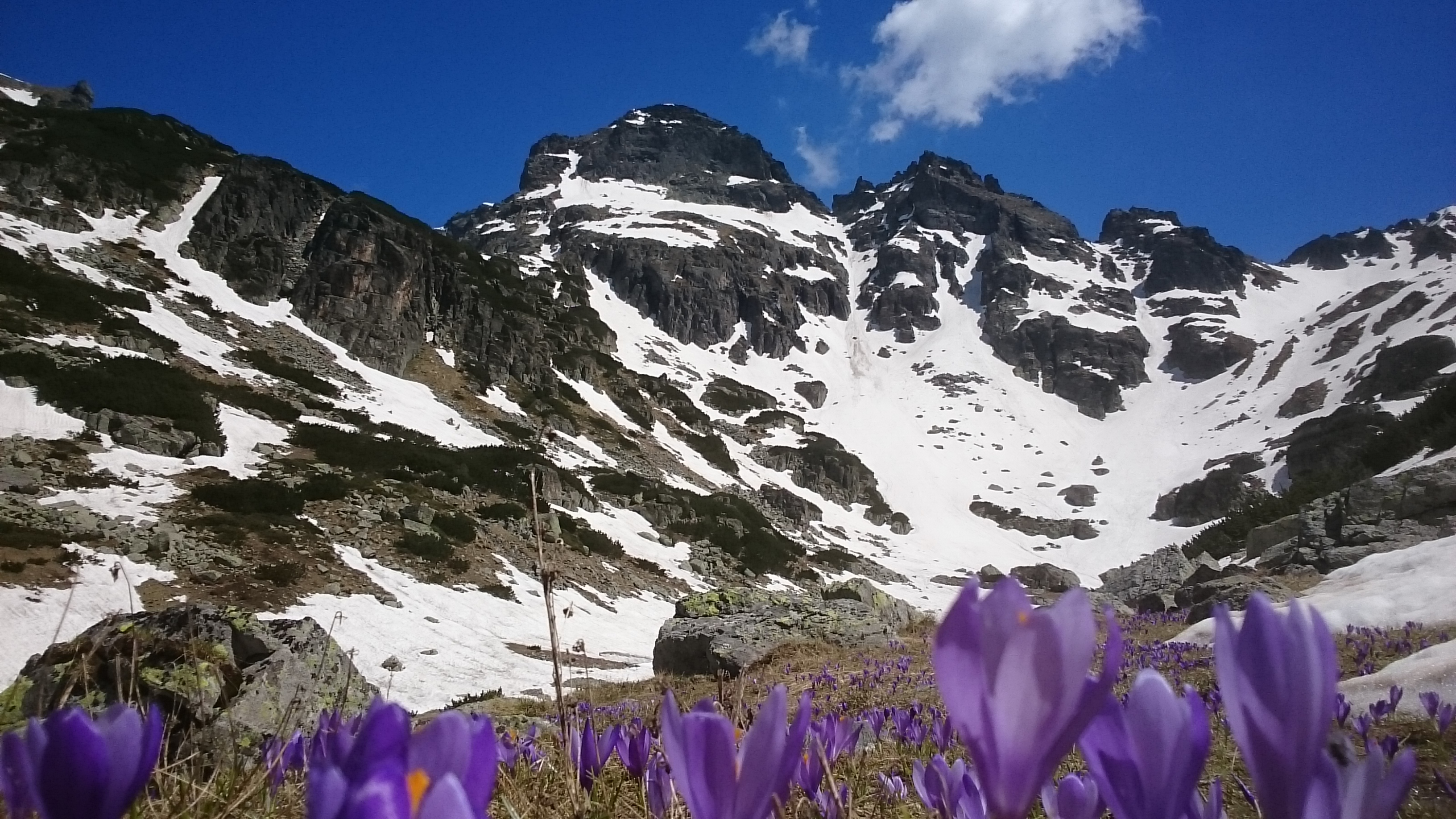
Das Trogtal von Maljowiza im Frühling
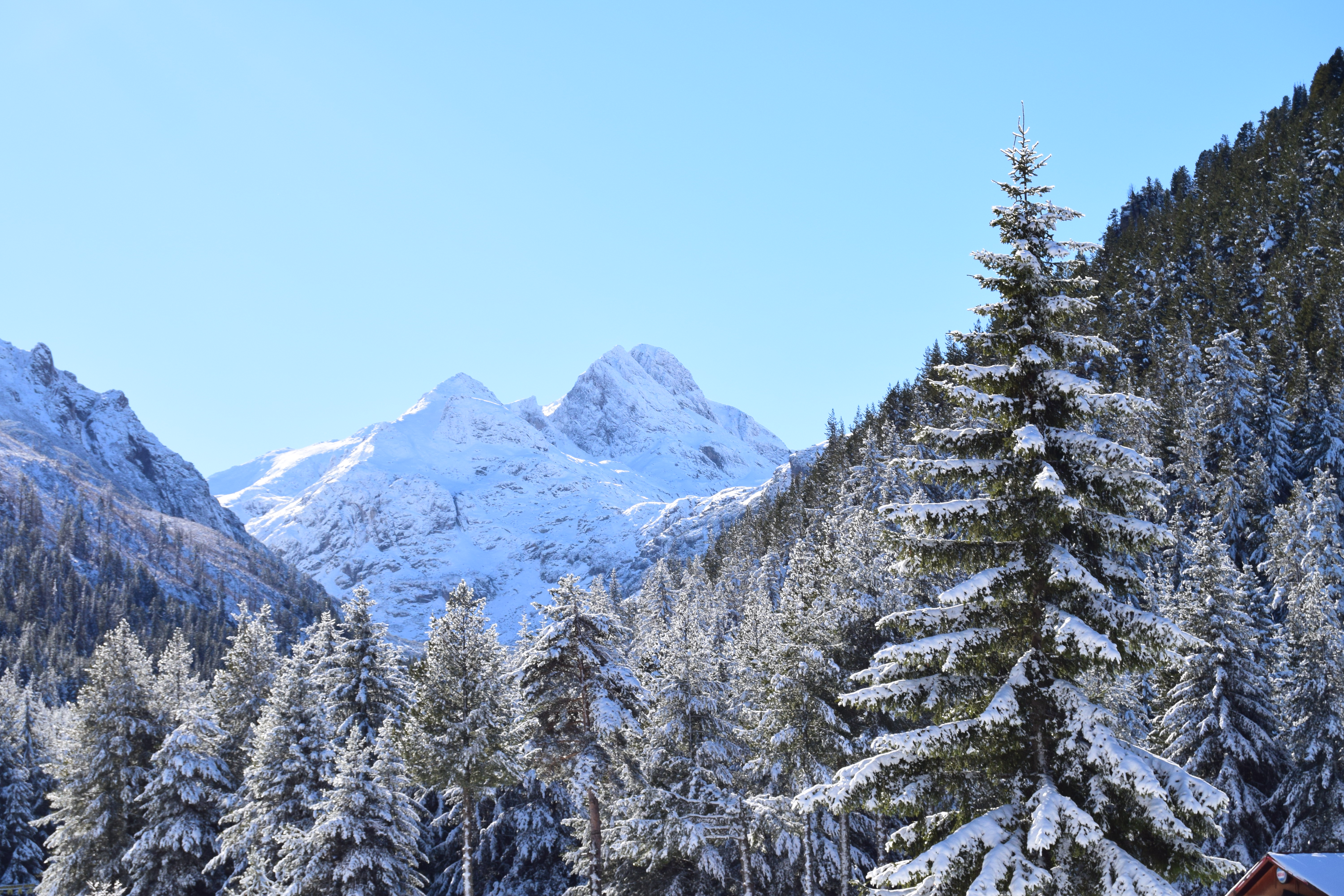
Der Gipfel im Winter
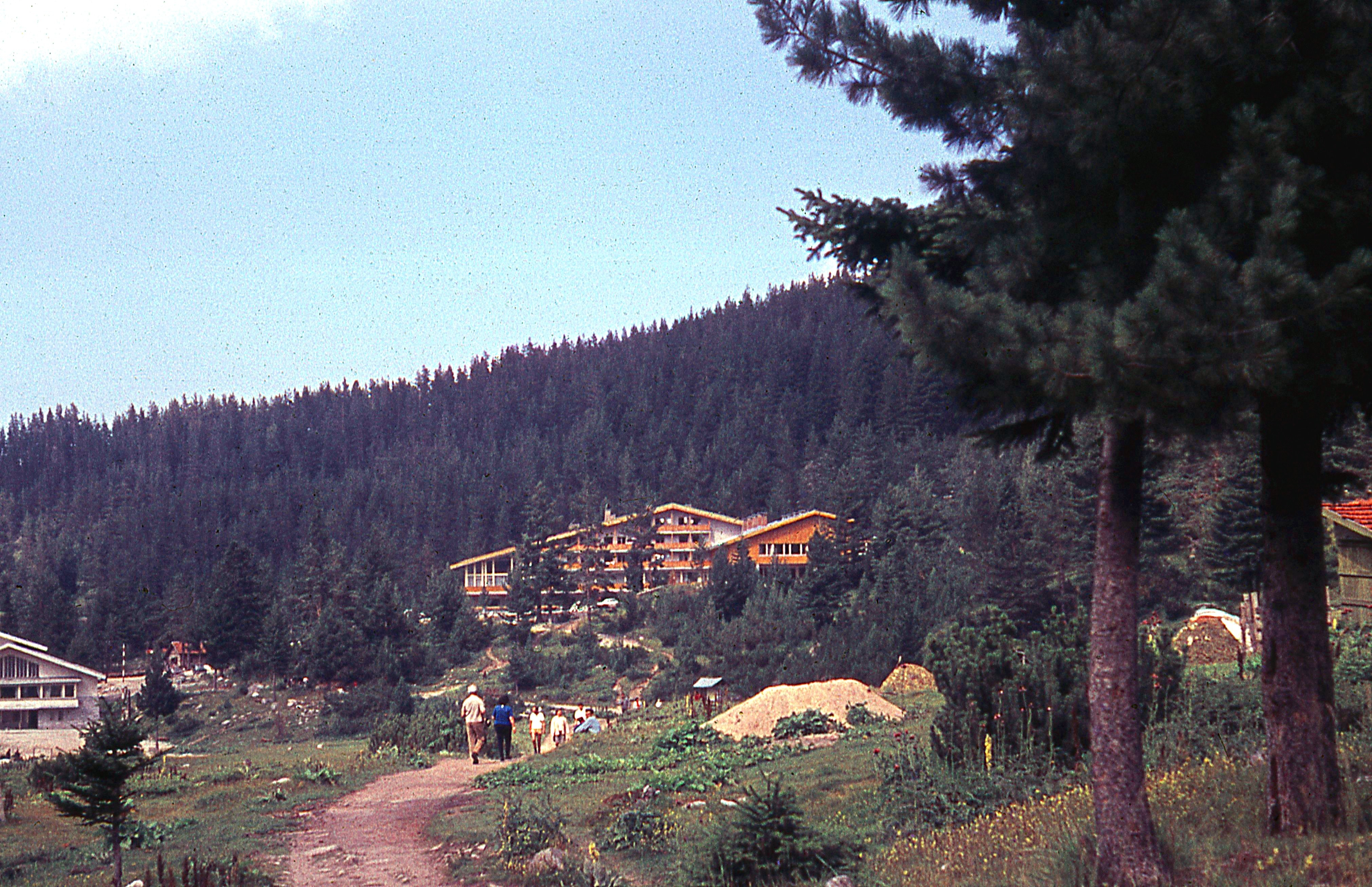
Das gerade fertiggestellte Hotel Maljowiza (1969)